# 菊地雅晃
菊地 雅晃（きくち まさあき、1968年9月1日 - ）は日本のジャズ・ベーシスト、ギタリスト、作曲家。父は、作曲家の菊地雅春。ピアニスト菊地雅章の甥。

## 来歴・人物
1968年9月1日東京生まれ。 音楽一家に生まれ、幼少時よりさまざまな楽器に親しむ。
音楽学校メーザー・ハウスでウッドベースを井野信義に師事、また1990年には渡米し、ゲイリー・ピーコックにも師事している。
1996年にコントラバスをアナログシンセでリアルタイム変調していく『「・・・１５分なら過去にも未来にも行けるよ」』、ブレイクビーツ＋ウッドベースのアブストラクトヒップホップのアルバム『Bass Sonority』、純電子音楽集の『Formula』の３枚のアルバムを同時リリース。アンダーグラウンドなシーンで話題となる。
90年代にはトラックメーカー/アレンジャーとして無数の音源を様々のコンピレーションアルバムなどに提供。
2006年にはミドリトモヒデとの双頭リーダーユニット飛頭のアルバム『crumbling steeple』をリリース。アンビエントなジャズの中に大胆にダブ処理を施したサウンドが話題を呼ぶ。
2012年、久しぶりの自己名義となるリーダーアルバム『on forgotten potency』をリリース。
2016年には亡き叔父である菊地雅章に捧げた現代音楽調のオーケストラ作品『オーケストラのための'もつれた夢'ープーさんに捧ぐー』をリリース。
その他に菊地雅章のSlash Trioや菊地成孔クインテット・ライブ・ダブ、大友良英のプロジェクトなどをはじめ、ジャズ～アヴァンギャルドシーンを中心に数多くのバンドやセッションに参加。
その共演歴は灰野敬二から小沢健二まで多岐にわたる。
また、ジャズのみならず現代音楽にも造詣が深いことで知られ、『武満徹　没後10年、鳴り響く音楽』(河出書房新社)への寄稿や、イベント企画「まちゃあき先生の現代音楽講座」などの活動も行なっている。
その他、電子音楽、テクノ、ロックなど幅広いジャンルの音楽に精通。
現在はリーダーユニット「菊地雅晃 2Bass Quartet」や「菊地雅晃トリオ」、「Travel Through Time And Texture」、その他自身のライフワークでもあるベースソロなどを中心に活動中。